# Phragmanthera glaucocarpa
Phragmanthera glaucocarpa är en tvåhjärtbladig växtart som först beskrevs av Johann Joseph Peyritsch, och fick sitt nu gällande namn av Simone Balle. Phragmanthera glaucocarpa ingår i släktet Phragmanthera och familjen Loranthaceae. Inga underarter finns listade i Catalogue of Life.